# Cimitero di Ventoso
Il cimitero di Ventoso è un piccolo cimitero ottocentesco che si trova a Ventoso, frazione di Scandiano, in provincia di Reggio Emilia. Il cimitero si trova accanto alla chiesa di Santa Maria Assunta, che si trova sulla strada per raggiungere il Monte delle Tre Croci. Esso rappresenta l'ultimo esempio di cimitero ottocentesco presente sul territorio.

## Architettura

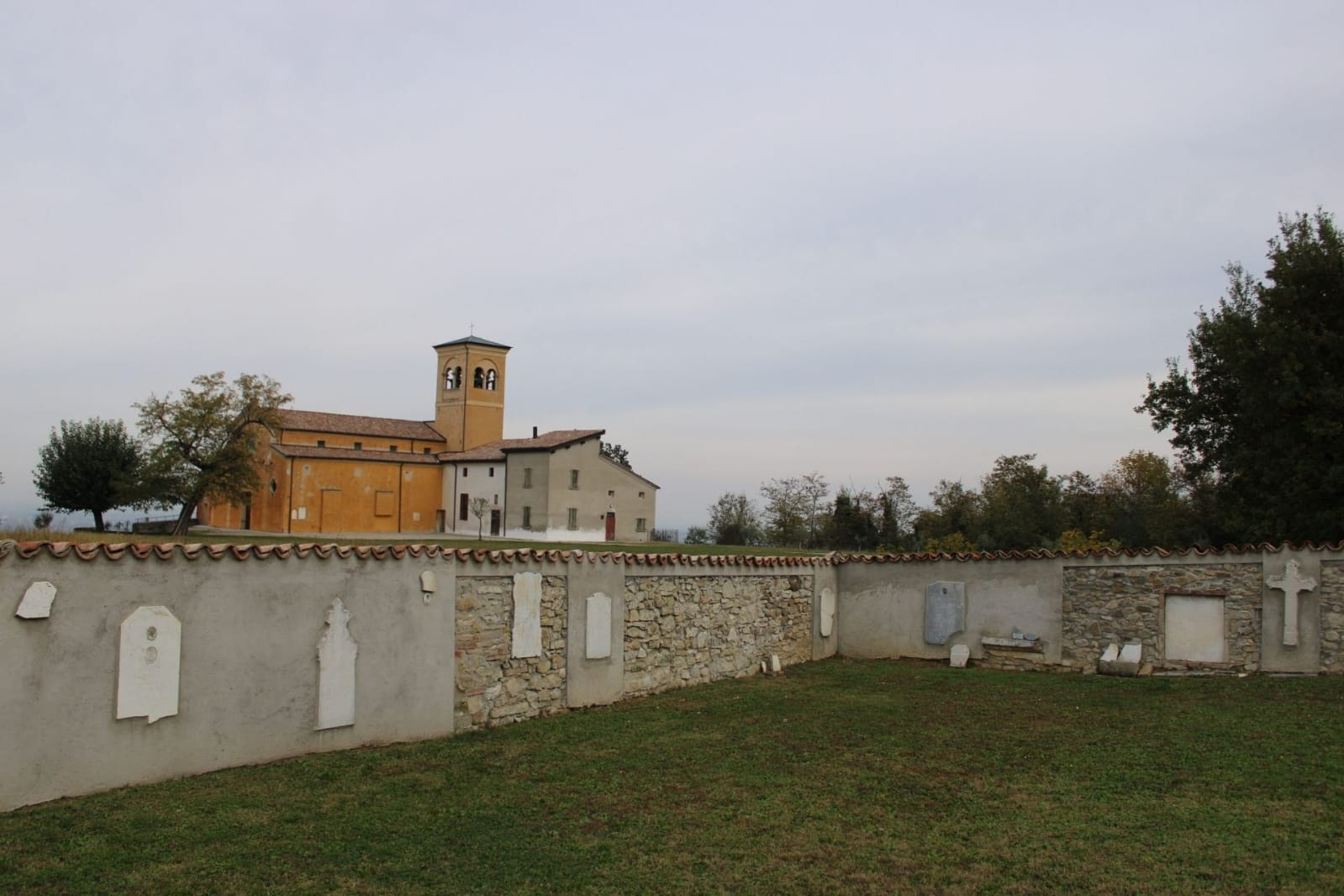
La Chiesa di Santa Maria Assunta in Ventoso vista dall'interno del cimitero

Il cimitero presenta un perimetro a forma di quadrato, circondato da una piccola cinta muraria. All'ingresso è posto un cancello a due battenti, che poggiano su due colonne. Aperto il cancello, si trova un percorso lastricato di ghiaia che conduce ad una grande croce di legno, posta al centro del cimitero.
Essendo ancora consacrato, ma non ospitando più nuove sepolture, il cimitero presenta poche tombe, alcune delle quali danneggiate dal tempo e dagli eventi atmosferici.

## Storia
Prima di Napoleone i cadaveri si seppellivano dentro e fuori le chiese, all'interno delle mura cittadine. Solo dopo l'età napoleonica, si decise che le sepolture dei morti dovevano avvenire in appositi luoghi, posti fuori dalle mura della città. Il primo cimitero di Scandiano fu costruito nel 1808, presso la Chiesa dei Servi (oggi non più esistente). Questo ben presto si riempì e ne fu costruito un altro, che rimase in funzione fino al 1920, per lasciare posto ai cimiteri moderni. Il cimitero di Ventoso è l'ultimo esempio di cimitero ottocentesco presente a Scandiano.
La prima sepoltura in questo cimitero risale al 1856 mentre l'ultima alla fine degli anni settanta.
Negli anni quaranta fu inaugurato il cimitero della parrocchia di Ca de' Caroli, frazione confinante a quella di Ventoso. La parrocchia di Ventoso invitò i fedeli a trasferire i morti dal cimitero di Ventoso a quello di Ca' de Caroli e con il tempo il piccolo cimitero di Ventoso fu ricoperto dalla vegetazione.
Negli anni ottanta la comunità coinvolse l'Amministrazione Comunale scandianese per la riqualificazione del cimitero, ottenendo il taglio dell'erba per la festività del Giorno dei Morti del 2 novembre. 

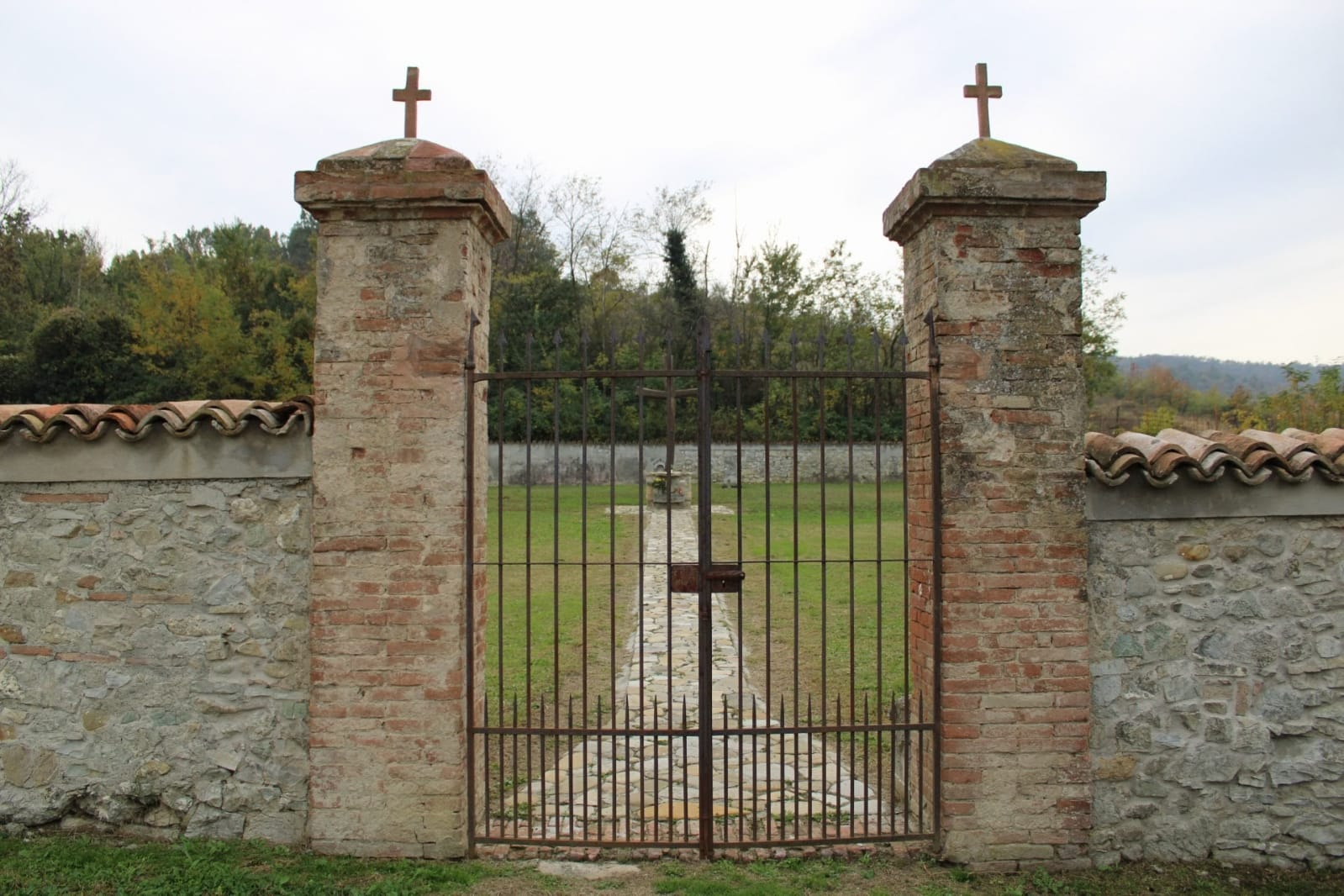
Il cancello del cimitero

Nel 2016 iniziò la ristrutturazione della chiesa di Santa Maria Assunta, che coinvolse anche il cimitero. La comunità si adoperò per la risistemazione del cimitero nell'estate del 2016, con donazioni private e l'aiuto dell'amministrazione comunale del sindaco Alessio Mammi.